# Урика
Урика (исп. Urica) — столица одноимённого округа, расположенная в 45 км к юго-востоку от поселка Санта-Инес в штате Ансоатеги в Венесуэле. Географические координаты: 09°43’00” северной широты и 64°00’30” западной долготы. 
Город был основан испанцами в середине XVIII века на равнине, омываемой водами рек Урика и Амана, в окружении животноводческих пастбищ, имеющих большую известность в Ансоатеги, и известной как крупный производитель фруктов.
В этой местности состоялось сражение под Курареком (12 сентября 1814 года). 5 декабря 1814 года в знаменитом сражении при Урике против войск патриотов Хосе Феликса Рибаса и Хосе Франсиско Бермудеса погиб вождь роялистов Бовес, Хосе Томас. Его могила находится в городке. 
Во время гражданских войн здесь произошли 27 апреля 1870 года битва под Альтаграсией и 20 февраля 1902 года — битва у моста.
В 1879 году по распоряжению Национального Конгресса Республики был создан Большой штат Востока со столицей в Урике. Эта административно-политическая единица, которая в то время состояла из нынешних штатов Ансоатеги, Сукре и Монагас, просуществовала вплоть до 1881 года, когда она получила имя штата Бермудес, а в 1898 году, наконец, стала именоваться штатом Сукре.